# Eugen Cioclea
Eugen Cioclea (n. 4 august 1948, Druța, raionul Rîșcani, gubernia Basarabia, Imperiul Rus – d. 10 octombrie 2013, Chișinău, Republica Moldova) a fost un poet, eseist și publicist român din Republica Moldova.

## Studii
1955 - Elev în clasa I în satul de baștină; 1956 - 1963 - Învață la școala de 8 ani din satul Terebnea; 1964-1966 - Elev al școlii medii din satul Zăbriceni.
Între1966 -1967 a fost student la Facultatea de matematică a Universității de Stat din Republica Moldova; 1968-1971 a studiat la Facultatea de Matematică a Universității „Mihail Lomonosov”(1971), actualmente Universitatea de Stat din Moscova. Luându-și concediu academic, nu mai revine la facultate.

## Biografie
A fost membru al Uniunii Scriitorilor din România și Republica Moldova, traducător în diferite instituții, din 1992 a funcționat ca redactor-șef la „Tineretul Moldovei”. S-a născut pe 4 august 1948 la Druța, (atunci în raionul Rîșcani) în familia lui Sergiu Cioclea, profesor de limbă și literatură română, și a Iuliei Cioclea, învățătoare.  
Devine cunoscut ca poet încă din anii șaptezeci, pe când își făcea studiile la Facultatea de Matematică a Universității „Mihail Lomonosov” din Moscova, cu o bună parte dintre poemele ce vor alcătui mai târziu, abia la 40 de ani, volumul de debut Numitorul comun. Cartea a fost publicată în 1988 într-un tiraj de 3000 de exemplare, deschizându-se cu o prefață de criticul literar Eugen Lungu.
Este înmormântat în cimitirul satului Terebna, raiounul Edineț, sat în care a copilărit iar părinții săi au activat că dascăli. 

## Carieră
Între 1971 și 1988, poetul a realizat munci modeste. Între 1971 și 1980 lucrează în calitate de ghid-traducător la Comitetul pentru sport al URSS (Moscova), apoi la ”Inturist”, ”Sputnik”, CAER. Între 1980 și 1982 este frezor la uzina ”Spețstanok” din Moscova. Din 1982 până în 1987 este muncitor și ajustor de mașini-unelte cu programare automată la aceeași uzină. La 18 februarie 1988 devine membru al Uniunii Scriitorilor din Republica Moldova. În 1988 debutează editorial cu volumul de versuri ”Numitorul comun” (Chișinău, Editura Literatura Artistică). În 1991, editează volumul de poeme ”Alte dimensiuni” (Chișinău, Editura Hyperion). Din 1992 până în 1995 este redactor-șef la ziarul ”Tinerimea Moldovei”. În 2007 obține titlul onorific ”Maestru al literaturii”. În 1973 „Liviu Damian publică în ziarul „Tinerimea Moldovei” poemul Început , pe care îl consider debutul meu”, nota Eugen Cioclea în Autobiografia sa.

### Încadrare temporală
Biologic vorbind, dar și din punctul de vedere al recunoașterii literare, Eugen Cioclea era mai mult șaptezecist decât optzecist (optzeciștii sadea, colegii săi de generație – Emilian Galaicu-Păun, Nicolae Popa, Vsevolod Cernei, Vasile Gârneț – la sfârșitul anilor optzeci de-abia începeau să se impună, or Cioclea era la acea vremea deja o celebritate), dar datorită faptului că îi plăcea să cultive versuri eruptive-teribiliste, cu un personaj liric mare amator de grotesc și gesturi de cele mai multe ori teatrale, iar versurile lui aveau o expresie „strident-hiperbolică”, criticii l-au înregimentat printre optzeciști, și chiar cap de serie, adică generației de scriitori considerați ca fiind implantatorii postmodernismului literar în Republica Moldova. Cioclea nu se considera nici șaptezecist nici optzecist, iar termenul mai general de „postmodernist” era refuzată de el ca fiind străină și nereprezentativă pentru ceea ce scrie.

### Operă literară
Poetul însuși considera debutul său în presă poemul „Început” („Tinerime Moldovei”,1973). Până a debuta în volum, a mai publicat versuri în revistele „Nistru” (1977), „Literatura și arta” (1986). În 1991 publică un nou volum de poeme sub titlul Alte dimensiuni ce ar părea să continue stilistic fixațiile autorului din prima sa carte; imaginea sa de poet autentic ia un contur și mai pronunțat. Alexandru Mușina va declara chiar că preferă poezia lui Cioclea celei lui Mircea Dinescu, pentru simplul fapt că Cioclea „este un poet mai bun”. Ediția de 10000 de exemplare, fără campanii publicitare, a fost cumpărată în totalitate în câteva luni. 
Ultimul proiect poetic semnat de Eugen Cioclea este Dați totul la o parte ca să văd (Editura Cartier, 2001). Recompensată cu un an mai târziu cu premiul Uniunii Scriitorilor, această carte cu un tiraj sub 350 de exemplare a devenit cea mai scumpă carte de poezie din Republica Moldova, costul unui exemplar fiind de 111 dolari americani. Poetul intenționa ca în acest fel să-i răzbune pe toți scriitorii care au ajuns să câștige bani mizeri din munca literară și să-și exprime frustrarea față de dezinteresul pentru poezie și literatură al publicului cititor din Moldova de după perestroika. În pofida prețului, cartea s-a vândut, cel puțin 40 de cititori exprimându-și dorința de a o cumpăra încă înainte de a fi introdusă în librării. Pe lângă cele 51 de poeme (cu titluri din cuvinte care în limba română se scriu fără diacritice), însoțită de legenda „numai defectul din mine mai este original”, volumul Dați totul la o parte ca să văd include encefalograma și radiografia poetului pe suprafața căreia se disting două plăcuțe din platină, „implantate în urma unei traume craniene”. Această infirmitate e consecința unui incident dramatic, petrecut la sfârșitul anilor ’80, când într-o stație de metrou din Moscova, doi indivizi mascați l-au agresat pe poetul Eugen Cioclea lovindu-l în cap cu un obiect metalic. Întâmplarea avea loc exact în momentul în care cu ceva timp în urmă ('88-'89) poemul său Cina irodică stârnise un interes general în mijlocul membrilor CC ai PCM.
La finele anilor nouăzeci câțiva scriitori din generația tânără, Pavel Păduraru și Alexandru Buruiană, au organizat ședințe literare în cadrul unui cenaclu care purta numele lui Eugen Cioclea. Un caz extrem de rar întâlnit, dat fiind că botezarea unui cenaclul cu numele unui scriitor cunoscut, se face de obicei, doar dacă acela e implicat direct în activitatea cenaclului respectiv sau, cazurile și mai frecvente, atunci când e vorba de un scriitor mort, pentru care generațiile tinere vor să-și exprime admirația. În situația dată, nu era vorba nici de una nici de cealaltă, doar de admirația tinerilor față de Cioclea. 
În mai 2007, la Teatrul Național „Mihai Eminescu” din Chișinău, actorul Andrei Sochircă, împreună cu regizorul Mihai Fusu, organizează un spectacol bazat pe o selecție din poemele lui Cioclea. Show-ul „Dați totul la o parte ca să văd” a fost construit cu multe elemente de performance poetic, happening, acțiune și muzică rock în interpretarea unor artiști din domeniu: Marcel Mikșanski, bateristul Mamba (Gândul Mâței), chitariștii Victor Velk (Accident) și Vitalie Colț (Snails), la clape evoluând Alexandru Cordonean („Alternosfera”). Ideea spectacolului aparține actorului Andrei Sochircă, încă din anii de studenție la Moscova. În acel moment (anii șaptezeci), Eugen Cioclea, care era căsătorit cu fiica unui șef de secție din CC al PCUS și locuia la Moscova, se întâmpla de multe ori să-l viziteze pe Andrei Sochircă la căminul studenților de la actorie. La recitalurile pe care le țineau acolo asistau și alți studenți de la teatru și fiind „obișnuiți cu un alt fel de poezie”, rămâneau de cele mai multe ori șocați de grotescul din poemele sale și maniera tragică în care acesta își exprimă sentimentele. Spectacolul „Dați totul la o parte că să văd” a fost să fie prezentat pe scena teatrelor din Bălți și Cahul, precum și în România. 
După douăzeci de ani de la aparția primei cărți de poeme de Eugen Cioclea, scriitorul Emilian Galaicu-Păun observa că versurile lui Eugen Cioclea în tot acest interval de timp au constituit „o cutie de rezonanță”, care parcă a mai adăugat poemelor „un plus de gravitate”. A fost de multe ori comparat cu un bard căruia doar chitara îi lipsea. Într-adevăr, pentru o bună parte dintre scriitorii din Moldova, de la opzeciști până la generația lui Dumitru Crudu, Ștefan Baștovoi, Pavel Păduraru, Vasile Ernu, Mihail Vakulovski, Vlad Gatman ș.a., Cioclea se asocia cu cântecele și versurile bardului rus Vladimir Vîsoțki.
Poeziile sale au fost traduse în engleză, franceză, rusă, suedeză, ș.a.

## Opinii critice
„Deconstrucția s-ar opune, după Lyotard, omogenizării care a sfârșit prin a „devaloriza eterogenitatea”. Așadar, eterogenitatea devine valoarea primordială a postmodernismului și ea începe cu spargerea ordinii existente confundată cu sacrul. Eugen Cioclea, bunăoară, se oprește la acest moment al “deconstrucției” și, din păcate, nici nu sunt semne că a ieșit din ea. Georges Gusdorf, pe care Ana Bantos îl consideră gânditor postmodernist, vorbea de o „rechemare la ordine” după spargerea oglinzii, căci „sacrul rămâne structura fundamentală a conștiinței, într-un fel matrice primă și nedeterminată” (Apud, p. 172). Fie vorba între noi, deconstrucția și reconstrucția sunt condițiile sine qua non ale oricărui act de cunoaștere și de creație și ele sunt vechi de când lumea. Eugen Cioclea e un rebel talentat, un iconoclast. Ana Bantoș ne asigură că poetul deconstruiește și reconstruiește, chiar din titlul pe care i-l dedică: Eugen Cioclea: deconstruire și reconstruire. Autoarea, însă, nu m-a convins că poetul a ajuns la maturitate reconstruind. De pildă, el pulverizează în neant Miorița, dar nu o mai reconstruiește, fiindcă „mioritismul” e o piatră de încercare foarte grea, pura insurgență („demitizare”) nefiind suficientă spre a accede la sâmburele sacru. Ana Bantoș ne asigură că „la Eugen Cioclea sacralitatea se ascunde la intersecția dintre actul construirii și cel al deconstruirii, sau, cu alte cuvinte, în spatele jocului ce rezultă din trecerea de la un proces la celălalt” (p. 188). Exemplul aproape valid e simbolismul casei părintești, pe care poetul o găsește „deconstruită”, „Cu toate visele zdruncinate,/ ca niște mere într-un sac,/ purtat mereu de ici-colo” (Autobuzul spre provincie).”—Theodor Codreanu
„Poet cu un mod estetic singular și cu o mai originală viziune fragmentară asupra lumii, impregnată de diverse situații și întâmplări, Eugen Cioclea a fost și rămâne o emblemă a poetului însingurat și foarte trist, adesea incomod până la os unora, aflându-se mereu în opoziție cu prejudecățile și poetismele zăpăcite și țipătoare (Eugen Cioclea), apelând/ recurgând în acest scop la inconfundabilele sale metapoeme.

-- Vitalie Răileanu
„Eugen Cioclea, care s-a declarat „cel mai trist poet din Europa” și pe care îl cunoaștem și ca poet al confesiunii sincere, dure, sentențioase, chiar teribiliste, „goliardice”, [...], iese din cochilia tristeții lui existențiale în strada unde se solidarizează cu mișcările ce vor să instaureze adevărul.”—Mihai Cimpoi

## Publicații
- Numitorul comun  (poeme), Chișinău, Editura Literatura Artistică, 1988,  - Premiul Familiei Esinencu
- Alte dimensiuni (poeme), Chișinău, Hyperion, 1991 - Premiul Uniunii Scriitorilor din Moldova
- Dați totul la o parte ca să văd,  (metapoeme), Chișinău, Cartier, 2001, carte finanțată de Fundația Soros -Premiul Uniunii Scriitorilor din Moldova
- Căderea liberă, Onești, Magic-Print, 2012
- Antologic : (versuri), Chișinău : Cartier, 2014.
- Eugen Cioclea, 75 poeme cât o viață... : (volum antologic omagial : poezii postume); ediție îngrijită de Vitalie Răileanu. -- Chișnău : Bestseller, 2023

### Antologii personale
- Subversiunea poetului revoltat, samizdat, 2002.
- Vreau să distrug UniVersul, samizdat, 2007.
- Ofsaid, Magna-Princeps, 2011.

### Antologii de grup
- Portret de grup (antologia poeților basarabeni postmoderni), coordonată de criticul Eugen Lungu, editura ARC, 1995.